# Parassitosi
Le parassitosi sono malattie infettive causate o trasmesse da parassiti. I parassiti possono essere ospitati praticamente da tutti gli organismi viventi, vegetali e animali. Molti parassiti convivono con l'ospite senza danneggiarlo, pertanto non causano malattie. Alcuni parassiti invece sono cause dirette di malattia, altri danneggiano l'ospite attraverso la produzione di tossine, altri ancora sottraggono nutrienti all'organismo ospite, causando stati di astenia e depressione.

## Descrizione
I parassiti si suddividono di solito in endoparassiti ed ectoparassiti, a seconda se l'organismo li ospita rispettivamente all'interno o all'esterno, ma nel linguaggio corrente per parassitosi si intende solo l'infezione da endoparassiti. Gli endoparassiti possono a loro volta suddividersi in organismi unicellulari (protozoi) e pluricellulari (metazoi).
Numerosi fattori possono influire sullo sviluppo di una parassitosi nell'uomo. Questi fattori sono in relazione alla storia dell'individuo, alla sua possibilità di esposizione ad agenti infettanti e allo stato delle sue difese immunitarie.
L'anamnesi può fornire informazioni essenziali sull'esposizione del paziente ad infezioni parassitarie: è determinante sapere che un individuo si è recato in una zona geografica in cui è endemica una parassitosi, per turismo, per lavoro o perché originario di quella zona.
L'esposizione può essere stata anche breve, ad esempio uno scalo aereo in un paese in cui la malaria è endemica deve far sospettare la possibilità di un contagio in un paziente che sviluppa una febbre immediatamente dopo il suo rientro; bisogna inoltre indagare l'eventuale esposizione a malattie trasmesse dall'acqua o da cibi contaminati (carne o pesce crudo, verdure coltivate in terreni contaminati da feci di individui o di animali affetti), l'immersione in acque dolci, i contatti sessuali, l'esposizione a punture di artropodi.
Lo stato immunitario del paziente è altresì importante per determinare la possibilità o meno di infezioni parassitarie: alcune infezioni da protozoi (criptosporidiosi, toxoplasmosi, amebiasi) si verificano molto più facilmente, e in maniera a volte più virulenta, nei soggetti che hanno contratto il virus dell'immunodeficienza umana, altre assumono forme rapidamente progressive e fulminanti (malaria ad esempio) nei soggetti splenectomizzati, altre ancora (come la giardiasi) si possono sviluppare con maggiore probabilità in soggetti affetti da fibrosi cistica.

### Malattie causate da protozoi
- Amebiasi
- Babesiosi
- Blastocistosi
- Cheratite amebica
- Criptosporidiosi (causata da Cryptosporidium)
- Giardiasi
- Leishmaniosi
- Malaria
- Meningoencefalite amebica primaria
- Toxoplasmosi
- Trichomoniasi
- Tripanosomiasi africana (o malattia del sonno)
- Tripanosomiasi americana (o malattia di Chagas)

### Malattie causate da elminti
- Ascaridiasi
- Anchilostomiasi
- Dracunculiasi
- Echinococcosi
- Filariasi linfatica
- Miasi
- Oncocercosi
- Ossiuriasi
- Schistosomiasi
- Strongiloidosi
- Toxocariasi
- Trichinosi
- Trichiuriasi
- Tricocefalosi
- Tungiasi
- Teniasi \Cisticercosi

#### Parassitosi da pesce crudo
Le parassitosi da pesce crudo coinvolgono soprattutto tre parassiti:
- Anisakis, un nematode responsabile dell'anisakiasi;[3]
- Diphyllobothrium o botriocefalo, un cestode responsabile della difillobotriasi;[4]
- Clonorchis sinensis, un trematode responsabile della clonorchiasi.

Le infezioni vengono prevenute mediante cottura e congelamento del pesce a determinate temperature per un'adeguata quantità di tempo; la marinatura, la salatura e l'affumicatura possono ridurne il rischio, senza tuttavia eliminarlo.